# Weißbacher Forst
Der Weißbacher Forst ist eine Gemarkung im oberbayerischen Landkreis Berchtesgadener Land.
Sie liegt vollständig auf dem Gemeindegebiet von Schneizlreuth und ist etwa 2864 Hektar groß.
Die Gemarkung grenzt im Norden an die Gemarkung Inzell (09880), im Osten an die Gemarkungen Karlsteiner Forst (099942) und Weißbach a.d.Alpenstraße (099943), im Süden an die Gemarkung Ristfeucht (099945) und an das österreichische Bundesland Salzburg. Im Westen grenzt die Gemarkung Weißbacher Forst an die Gemarkung Zeller Forst (099879).
Das ehemals gemeindefreie Gebiet mit einer Fläche von 2866,34 Hektar wurde am 1. Januar 1978 in die damalige Gemeinde Weißbach an der Alpenstraße eingegliedert.